# Дебиер, Шарль Мари
Шарль Мари Дебиер (фр. Charles Marie Debierre; 31 октября 1853 года, Этельфе (Сомма) — 8 марта 1932 года, Лилль (Нор)) — французский государственный, политический, общественный деятель, врач, учёный и масонский деятель. Сенатор Франции (1911—1932). Великий мастер Великого востока Франции (1911—1913, 1920—1921).

## Биография

### Рождение и образование
Родился в семье мелких фермеров. Сначала получил классическое образование, потом медицинское. Начал обучение врачебному делу, сначала в школе в Амьене, был интерном в госпиталях и обучался на медицинском факультете Парижского университета. В 1878 году окончил военно-медицинскую школу Валь-де-Грас.

### Военная карьера
В 1878 году был назначен помощником военного врача в военном госпитале в Венсене, потом служил в 15-м артиллерийском полку в Дуэ и 16-м егерском батальоне в Лилле. Блестяще сдал экзамен и произведен в военного врача в 1883 году в Лионе. Становится доцентом и руководителем отдела исследований на факультете медицины Лионского университета и в течение пяти лет преподавал там анатомию и физиологию. В 1888 году ушел в отставку с поста военного врача и посвятил себя преподаванию и научной деятельности.

### Преподавание и научная деятельность
С 1888 года — заведующий кафедрой анатомии Медицинского факультета Лилльского университета. Продолжает свои медицинские исследования и публикует многочисленные научные труды, в том числе, в 1896 году, Атлас остеологии, который стал классическим и был переведен на несколько языков.

### Политическая карьера
С 1896 года — муниципальный советник и первый заместитель мэра Лилля. Член Радикально-социалистической партии.
Именно по его инициативе в Лилле была создана практическая школа промышленности и была организована международная выставка 1902 года. Он был основателем Народного университета Лилля (1902 год), являлся главным врачом Национальной школы искусств и ремёсел в Лилле, администратором в городском хосписе. Он пользовался в Лилле неоспоримой популярностью и стал лидером радикальной социалистической партии департамента Нор. Однако, проиграл муниципальные выборы 1908 года. Он основал газету в Le petit Nord , переименованную через год в La démocratie du Nord (1907 год). Неудачно баллотировался на всеобщих парламентских выборах 1902 года, на сенатских выборах 1903 года, 1904 года, 1906 года.
19 марта 1911 года избран сенатором Франции от департамента Нор. Был переизбран на этот пост на выборах 11 января 1920 года. Как Парламентский комиссар в армии, в годы Первой мировой войны, он посетил французский и британский фронты. 27 октября 1917 года избран председателем Исполнительного комитета радикальной и радикальной социалистической партии.
В Сенате, член Комитета по финансам с 1920 по 1925. В 1930 году он был избран вице-президентом Горнорудной Комиссии, а в 1931 году президентом этой Комиссии.
Он умер 8 марта 1932 года, в возрасте 79 лет.

### Научное признание
- Член Биологического общества
- Член Антропологического общества
- Лауреат Института Франции,
- Лауреат и член-корреспондент Парижской медицинской академии

### Масонская деятельность
О его масонской деятельности между 1882 годом и 1898 годом сведений нет. Он вступил в ложу La Lumiиre du Nord между апрелем 1898 года и апрелем 1899 года. В ноябре 1899 был делегирован в Париж для участия в церемонии инаугурации ложи Triomphe de la Rйpublique de Dalou, а в 1900 году, становится её досточтимым мастером (останется на этом посту до смерти). В том же году получает градус рыцаря розенкрейцера. С 1909 года — Рыцарь Кадош, поздние получает 32, и в 1912 году — 33 градус. С 1910 года — член совета Ордена.
С 1913 по 1932 год — член Верховного Совета великой коллегии ДПШУ.
В 1911—1913 годах — великий мастер Великого востока Франции.
16 сентября 1918 года избран председателем конвента Великого востока Франции.
В 1920—1921 году вновь избирался великим мастером Великого востока Франции.

## Награды
- Кавалер ордена Почётного легиона

## Память
Улица в университетском районе в Лилле, недалеко от железнодорожного вокзала, носит его имя.
13 мая 1934 года надгробный памятник, работы скульптора Шарля Каби, был открыт на Восточном кладбище в Лилле.
В его честь назван Масонский храм Лилля, на улице Тьера, расположенный в особняке купленном Ш. Дебиером.

## Труды
- Manuel d’embryologie humaine et comparée (1886)
- Les maladies infectieuses (1888)
- L’homme avant l’histoire (1888)
- Traité élémentaire d’anatomie de l’homme (1890)
- L’hermaphrodisme (1891)
- Les vices de conformation des organes génitaux et urinaires de la femme (1892)
- Album des centres nerveux (1892)
- La moelle épinière et l’encéphale (1893)
- Le crâne des criminels (1895)
- Atlas d’ostéologie (1896)
- L’hérédité normale et pathologique (1897)
- Le capital et le travail devant l'évolution économique (1904)
- Le cerveau et la moelle épinière (1907)